# 马太受难曲

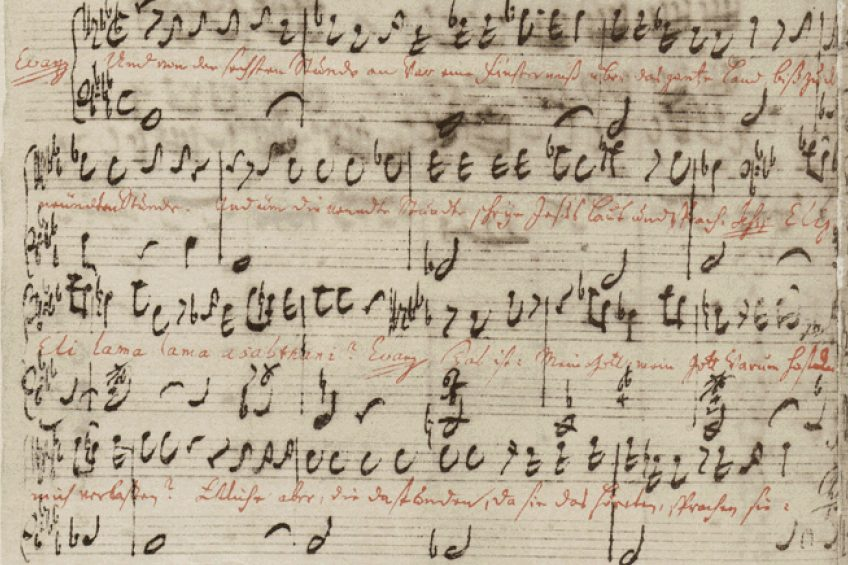
巴赫的修改谱 1736

马太受难曲（德語：Matthäuspassion） BWV 244，是一部清唱剧受難曲，由约翰·塞巴斯蒂安·巴赫创作於1727年（在莱比锡擔任教會指揮時），内容是根据馬太福音里有关耶稣的受难。马太受难曲和約翰受難曲是巴赫两部完整的受难曲作品。整部作品演出时间长达3小时。

## 編制
作品为两个混声合唱团（女高音、女中音、男高音、男低音）和乐器组（2支长笛或者八孔长笛、2支巴洛克双簧管、2把巴洛克小提琴、中提琴、低音提琴）负责演出。现在则称为“双合唱团和管弦乐队”。
在第1和35段还要有Soprano in ripieno（合奏女高音）。演出传统上还会有儿童合唱团（作为两个合唱团中女声的对照），这还和巴赫当时的情况有关，当时在教堂只能动用童声女高音（就是说男性假声唱女高音和女中音）。在其中一个版本中，这部分的声音甚至为管风琴所代替。受難曲描述耶穌被釘在十字架受難的宗教音樂，馬太受難曲則是以聖經「馬太福音」第26、27章為歌詞的大型作品，共有「最後的晚餐」、「耶穌之死」共 68 首曲子所組成，總共寫了三年之久。而演出時須有二個管弦樂團、數位演唱者與一個少年合唱團，加上管風琴伴奏，演奏全曲需要約三小時。
马太受难曲有以下独唱角色:
- 福音传教士 – 男高音
- 耶稣 – 男低音
- 加略人猶大 – 男低音
- 聖彼得 – 男低音
- 祭司長該亞法 – 男低音
- 本丟·彼拉多 – 男低音
- 2 侍女 – 女高音
- 2 教士 – 男低音
- 彼拉多之妻 – 女高音
- 两位目击者 – 女中音和男高音

## 唱词
唱词一方面根据马太福音26和27章，另一方面则是巴洛克时期诗人克里斯蒂安·菲特烈·亨里奇（笔名彼康德）的诗歌。
作品由相对较短的第一部分和较长的第二部分组成。在巴赫的时代，两者之间还有长达一小时的布道。

## 結構與象徵意義
作品的特殊編制來自於首演地點圣多马教堂位於聖壇兩側的兩架管風琴與詩班席，两个合唱团和管弦乐队产生出非常特殊的音响效果，两个合唱团会进行对话，扮演不同的角色，或是唱出作為省思的評論。值得一提的是开头和结尾两个大合唱。作品中有大量的长而深沉的咏叹调，表现了耶稣的受难。全曲共分六段劇情，以五首聖詠（Chorale）分隔。其中採用哈斯勒（Hans Leo Hassler, 1564–1612）於1604年所寫的德國情歌旋律，由巴赫加上和聲的聖詠 O Haupt voll Blut und Wunden，被稱為「受難聖詠」（Passion Chorale），以不同的調性與歌詞一共出現五次，是全曲的核心。這五首聖詠分別是：
- No. 15：Erkenne mich, mein Hüter
- No. 17：Ich will hier bei dir stehen
- No. 44：Befiehl du deine Wege
- No. 54：O Haupt voll Blut und Wunden
- No. 62：Wenn ich einmal soll scheiden

受難聖詠不但出現在聖難曲中，巴赫亦在其他作品當中使用，包括「聖誕神劇」也有使用到受難聖詠。
在马太受难曲中，巴赫使用了許多音樂象徵手法。例如耶稣的宣敘調有弦樂伴奏，被稱為「光環」。而其他人则只有低音提琴伴奏。在耶穌被釘上十字架之後大喊「Eli, Eli, lama asabthani?」（我的神，我的神，為什麼離棄我？）時，是全曲當中耶穌角色唯一沒有光環的段落（No. 61a）。
有很多研究试图找出曲中数字命理学意义，但现在认为，其中的一部分现象只是偶然巧合。

## 马太受难曲的创作过程

卡尔·李希特录制的唱片封面

根據巴赫學者Joshua Rifkin於1975年發表於《The Musical Quarterly》的「The Chronology of Bach's Saint Matthew Passion」，馬太受難曲應首演於1727年的受難日（Good Friday，1727/4/11），地點在圣多马教堂。第二次演出是兩年後的1729年的受難日（1729/4/25）。巴赫曾對馬太受難曲做過幾次改版，目前可聽到的演出是以1736年的修訂版為主。
巴赫在世时，马太受难曲并不受欢迎，甚至因为其中“歌剧般”的特质受到新教虔信主义的代表和莱比锡的市民敌视。当1829年3月11日费利克斯·门德尔松·巴托尔迪和柏林声乐学院再度演出该作品时，巴赫也在德国复活了。20世纪诞生了很多伟大的马太受难曲录音，如威廉·富特文格勒、卡尔·李希特、赫伯特·冯·卡拉扬、尼古劳斯·哈农库特、乔治·索尔蒂、汤·考普曼、海慕特·瑞霖、约翰·艾略特·加德纳都有留下非常优秀的诠释。

## 外部連結
- 完整曲目與歌詞資料庫
- Besprechung verschiedener Aufnahmen
- （中文）马太受难曲 互動式多媒體